# Mijalis Murutsos
Mijalis Murutsos, también conocido como Michail Mouroutsos, –en griego, Μιχάλης Μουρούτσος– (Atenas, 29 de febrero de 1980) es un deportista griego que compitió en taekwondo.
Participó en dos Juegos Olímpicos de Verano en los años 2000 y 2004, obteniendo una medalla de oro en la edición de Sídney 2000 en la categoría de –58 kg. Ganó una medalla de oro en el Campeonato Europeo de Taekwondo de 2000 en la categoría de –58 kg.

## Palmarés internacional
| Juegos Olímpicos   | Juegos Olímpicos   | Juegos Olímpicos | Juegos Olímpicos |
| Año                | Lugar              | Medalla          | Categoría        |
| ------------------ | ------------------ | ---------------- | ---------------- |
| 2000               | Sídney (Australia) | Medalla de oro   | –58 kg           |
| Campeonato Europeo |                    |                  |                  |
| Año                | Lugar              | Medalla          | Categoría        |
| 2000               | Patras (Grecia)    | Medalla de oro   | –58 kg           |